# Língua rakahanga
Rakahanga-Manihiki é uma variante dialetal da língua maori das Ilhas Cook pertencente à família  Polinésia, falada por cerca de 2500 pessoas nas Ilhas Rakahanga e Manihiki (parte das Ilhas Cook e outras 2.500 em outros países, principalmente Nova Zelândia e Austrália. Wurm e Hattori consideram Rakahanga-Manihiki como uma língua distinta com limitada inteligibilidade com Rarotongo (ou seja, a variante dialetal maori Rarontonga das Ilhas Cook). De acordo com o antropólogo maori da Nova Zelândia, Te Rangi Hīroa, que passou alguns dias em Rakahanga na década de 1920,  a língua é um dialeto agradável e tem afinidades mais próximas com o maori da Nova Zelândia do que com os dialetos de Nova Zelândia. Tongareva, Tahiti e Ilhas Cook "

## Família linguística
Lista de famílias linguísticas relacionadas ao Manihiki
- Austronésia
- Malaio-Polinésia
- Malaio-Polinésia Centro Oriental
- Malaio-Polinésia Oriental
- Oceânica
- Oceânica Centro Oriental
- Oceânica remota
- Pacífica Central
- Polinésia Fiji-Oriental
- Polinésia
- Nuclear
- Oriental
- Central
- Tahitiana

## Dialeto
O Raratongo é um dialeto do Rakahanga-Manihiki
Rakahanga-Manihiki são duas ilhas diferentes, mas a cultura é uma só. Estão separadas por 25 milhas uma da outra e estão localizadas no sul do Pacífico. A ilha de Rakahanga foi descoberta no ano de 1521 por Fernão de Magalhães. As duas ilhas foram divididas em grupos diferentes, que eram governados por diferentes governantes. O povo de Manihiki e Rakahanga era liderado por um governante, um chefe, no qual ele estava separado de sua comunidade, abandonando seus poderes rituais e econômicos. As pessoas das duas ilhas se organizaram em "porções" (uma sênior e uma júnior), que foram divididas para criar quatro sub-porções. Vinte e cinco famílias foram estabelecidas. Os polinésios não apenas viviam nas ilhas, mas também em Rarotonga. Eles migraram para outros lugares como a Nova Zelândia e a Austrália, deixando 400 pessoas nas ilhas Rakahanga e Manihiki. Ao migrar, viajavam de navio ou barco para outras ilhas, encontrando um lugar para se estabelecer. A população mudou-se de uma ilha para outra devido aos esgotamentos dos suprimentos de coco e paraka. O povo usaria as nuvens de Magalhães, também conhecidas como em Na Mahu, como guias para ir de uma ilha a outra. Eles se dedicam às suas crenças religiosas, mas também mantêm suas tradições com cultura e idioma.
As Ilhas Cook possuem uma indústria chamada Pérola Negra e estão centradas na ilha de Manihiki, onde são classificadas essas pérolas. Em 1998, a população em Rakahanga era de 276 pessoas e a população em Manihiki era de 505.
Os anos se passaram, a tecnologia avançou para um nível em que os rádios de alta frequência foram inventados e usados para comunicação entre ilhas entre a ilha de Rakahanga para fins médicos e educacionais. A Telecom Cook Islands detém os direitos das frequências médicas e educacionais vinculadas às Ilhas Cook para a comunicação fora das ilhas. Essa Telecom Cook Islands é a única provedora de serviços telefônicos nas Ilhas Cook. As 13 ilhas habitadas, exceto Rakahanga, têm uma estação terrestre via satélite, que permite a comunicação na ilha por telefone, email e Internet. Rakahanga consome serviços telefônicos e de fax que podem ser possíveis pelo link de rádio de alta frequência.

## Escrita
O dialeto Manihiki-Rakahanga está muito mais próximo do maori do que os do Tahiti, Tongareva e Ilhas Cook. "O maori das Ilhas Cook é uma língua indígena com vários dialetos, incluindo Penrhyn, Rakahanga-Manihiki, Atiu, Mitiaro, Mauke, Aitutaki e Mangaian". O alfabeto latino adotado para Rarotonga foi introduzido por pastores nativos educados pela Sociedade Missionária de Londres. Usam-se H em vez de S e WH em vez de H. No Taitiano, K e NG são retidos e usam-se WH e um H mais sonoro é compartilhado pelo dialeto maori. As consoantes que não são apresentadas são H e WH, e V que deve ser W. Os sons H e Wh não têm letras para representá-los. O intérprete oficial da Administração das Ilhas Cook, Stephen Savage sustenta que o W deveria ter sido adotado pelo dialeto rarotongano em vez de V. Com o ensino dos sons alfabéticos, a tendência é que as crianças aprendam, adotem e estudem os sons de v. Os europeus omitiram o óbvio som H em Rakahanga, escrevendo "Rakaanga". As pessoas da ilha de Manihiki pronunciam sua ilha como "Manihiki", mas a escrevem como "Maniiki" porque as aprendem a não incluir o H no alfabeto. A palavra “hala” foi influenciada pelo Tahiti, onde o som existe como um F e é pronunciado como "fara". Tornou-se evidente que o som não era o Tahitiano F, mas foi influenciado pelo som Maori WH. O H e o Wh foram usados nas palavras em que são pronunciados. A palavra Huku, escrita de várias formas como "Iku", "Hiku" e "Huku”, que foi um descobridor que navegou de Rarotonga em uma expedição de pesca. O povo das ilhas Rakahanga e Manihiki deve crer em Huku por sua navegação..

### Alfabeto
A, E, F, H, I, K, M, N, Ng, O, P, R, T, U, V
Vogais a, e, i, o, u. Consoantes são poucos como é comum nas línguas polinésias - k, m, n, ng, p, r, t, v.